# Біллон-Білецький Святослав Олександр
Святослав Олександр Біллон-Білецький (нар. 1929) — американський учений-економіст українського походження. Почесний Академік АН ВШ України з 2006 р.
Народився в селі Губенкове на Житомирщині. Закінчив Університет штату Мічиган (1960). Магістр із ринкових досліджень та фінансів (1961). Доктор філософії з індустріального менеджменту (1968). У 1966—1968 рр. — викладач Школи ділового адміністрування Університету штату Мічиган. У 1965—1969 рр. — партнер директора з досліджень Школи логістики Коледжу торгівлі Університету штату Огайо. У 1969—1973 рр. — професор, радник та декан Університету штату Мічиган. У 1973—1985 рр. — професор Школи адміністрації, Федеральний університет Баїї, Бразилія. У 1985—1992 рр. — керівник Коледжу бізнесу та економіки Університету штату Делавер. У 1973—2000 рр. — професор з менеджменту в Коледжі бізнесу та економіки Університету штату Делавер.
Сфера наукових інтересів: стратегія та політика, міжнародний менеджмент, організація індустріальної реструктуризації. Працював над проблемами маркетингу, економічного аналізу та фінансів.
Наукові праці: «Реструктуризація стратегії» (1999); «Направляючі принципи менеджменту» (1991, у співавт.); «Підприємництво та індустріальний розвиток. Інститут передових знань у діловій адміністрації» (1997); «Виклик приватизації» (1995); «Реструктуризації в американській промисловості» (1993, у співавт.); «Економіка України минулого, сучасності та майбутнього» (1993).

## Джерело
- Академія наук вищої школи України. 1992—2010. Довідник

| науковець | Це незавершена стаття про науковця або науковицю. Ви можете допомогти проєкту, виправивши або дописавши її. |